# JR East Japan Headquarters
Le JR East Japan Headquarters (JR東日本本社ビル) est un gratte-ciel construit à Tokyo en 1997 mesurant 150 mètres de hauteur. Il abrite le siège social de la compagnie de chemin de fer japonaise East Japan Railway Company.
L'immeuble a été conçu par l'agence d'architecture Nikken Sekkei.